# Partecipanti al Tour Down Under 2023
Elenco dei partecipanti al Tour Down Under 2023.
Il Tour Down Under 2023 è stata la settima edizione della corsa. Alla competizione presero parte 20 squadre: le diciotto iscritte all'UCI World Tour 2023, una dell'UCI ProTeam e una selezione australiana.
Presero parte alla gara 139 ciclisti.

## Corridori per squadra
Nota: R ritirato, NP non partito, FT fuori tempo, SQ squalificato
| Team Jayco AlUla    | Team Jayco AlUla    | Team Jayco AlUla    | AG2R Citroën Team        | AG2R Citroën Team        | AG2R Citroën Team        | Astana Qazaqstan Team | Astana Qazaqstan Team | Astana Qazaqstan Team |
| ------------------- | ------------------- | ------------------- | ------------------------ | ------------------------ | ------------------------ | --------------------- | --------------------- | --------------------- |
| N°                  | Ciclista            | Clas.               | N°                       | Ciclista                 | Clas.                    | N°                    | Ciclista              | Clas.                 |
| 1                   | Michael Matthews    | 43°                 | 11                       | Ben O'Connor             | 6°                       | 21                    | Luis León Sánchez     | 33°                   |
| 2                   | Simon Yates         | 2°                  | 12                       | Alex Baudin              | 26°                      | 22                    | Manuele Boaro         | R 5ª                  |
| 3                   | Luke Durbridge      | 102°                | 13                       | Dorian Godon             | 24°                      | 23                    | Leonardo Basso        | 120°                  |
| 4                   | Lucas Hamilton      | 54°                 | 14                       | Paul Lapeira             | 58°                      | 24                    | Fabio Felline         | 77°                   |
| 5                   | Michael Hepburn     | 75°                 | 15                       | Nans Peters              | 27°                      | 25                    | Dmitrij Gruzdev       | 86°                   |
| 6                   | Chris Harper        | NP 2ª               | 16                       | Michael Schär            | 62°                      | 26                    | Martin Laas           | R 5ª                  |
| 7                   | Campbell Stewart    | 96°                 | 17                       | Damien Touzé             | 42°                      | 27                    | Gianni Moscon         | R 3ª                  |
| Bahrain Victorious  | Bahrain Victorious  | Bahrain Victorious  | Lidl-Trek                | Lidl-Trek                | Lidl-Trek                | Cofidis               | Cofidis               | Cofidis               |
| N°                  | Ciclista            | Clas.               | N°                       | Ciclista                 | Clas.                    | N°                    | Ciclista              | Clas.                 |
| 31                  | Pello Bilbao        | 3°                  | 41                       | Tony Gallopin            | 32°                      | 51                    | Bryan Coquard         | 10°                   |
| 32                  | Nikias Arndt        | 38°                 | 42                       | Filippo Baroncini        | R 4ª                     | 52                    | François Bidard       | 48°                   |
| 33                  | Phil Bauhaus        | 94°                 | 43                       | Marc Brustenga           | 76°                      | 53                    | Davide Cimolai        | 109°                  |
| 34                  | Kamil Gradek        | R 5ª                | 44                       | Asbjørn Hellemose        | 55°                      | 54                    | André Carvalho        | 104°                  |
| 35                  | Hermann Pernsteiner | 45°                 | 45                       | Emīls Liepiņš            | 46°                      | 55                    | Victor Lafay          | 44°                   |
| 36                  | Cameron Scott       | 121°                | 46                       | Natnael Tesfatsion       | 14°                      | 56                    | Alexis Renard         | 80°                   |
| 37                  | Jasha Sütterlin     | 65°                 | 47                       | Antonio Tiberi           | 8°                       | 57                    | Harrison Wood         | 118°                  |
| Soudal Quick-Step   | Soudal Quick-Step   | Soudal Quick-Step   | Alpecin-Deceuninck       | Alpecin-Deceuninck       | Alpecin-Deceuninck       | Groupama-FDJ          | Groupama-FDJ          | Groupama-FDJ          |
| N°                  | Ciclista            | Clas.               | N°                       | Ciclista                 | Clas.                    | N°                    | Ciclista              | Clas.                 |
| 61                  | Mattia Cattaneo     | 22°                 | 71                       | Kaden Groves             | 36°                      | 81                    | Michael Storer        | 40°                   |
| 62                  | Stan Van Tricht     | 78°                 | 72                       | Jensen Plowright         | R 5ª                     | 82                    | Miles Scotson         | 67°                   |
| 63                  | Dries Devenyns      | 39°                 | 73                       | Robert Stannard          | 57°                      | 83                    | Lorenzo Germani       | 112°                  |
| 64                  | James Knox          | SQ 1ª               | 74                       | Samuel Gaze              | 93°                      | 84                    | Reuben Thompson       | 23°                   |
| 65                  | Mauro Schmid        | 5°                  | 75                       | Senne Leysen             | 116°                     | 85                    | Laurence Pithie       | 106°                  |
| 66                  | Jannik Steimle      | 107°                | 76                       | Oscar Riesebeek          | 95°                      | 86                    | Paul Penhoët          | 29°                   |
| 67                  | Martin Svrček       | R 5ª                | 77                       | Michael Gogl             | 73°                      | 87                    | Rudy Molard           | 12°                   |
| Ineos Grenadiers    | Ineos Grenadiers    | Ineos Grenadiers    | Intermarché-Circus-Wanty | Intermarché-Circus-Wanty | Intermarché-Circus-Wanty | Jumbo-Visma           | Jumbo-Visma           | Jumbo-Visma           |
| N°                  | Ciclista            | Clas.               | N°                       | Ciclista                 | Clas.                    | N°                    | Ciclista              | Clas.                 |
| 91                  | Geraint Thomas      | 88°                 | 101                      | Sven Erik Bystrøm        | 7°                       | 111                   | Rohan Dennis          | 50°                   |
| 92                  | Ethan Hayter        | 18°                 | 102                      | Julius Johansen          | 83°                      | 112                   | Robert Gesink         | R 1ª                  |
| 93                  | Leo Hayter          | 56°                 | 103                      | Hugo Page                | 19°                      | 113                   | Lennard Hofstede      | 68°                   |
| 94                  | Kim Heiduk          | 79°                 | 104                      | Gerben Thijssen          | R 5ª                     | 114                   | Timo Roosen           | 61°                   |
| 95                  | Luke Plapp          | 53°                 | 105                      | Taco van der Hoorn       | 110°                     | 115                   | Milan Vader           | 25°                   |
| 96                  | Magnus Sheffield    | 4°                  | 106                      | Boy van Poppel           | R 5ª                     | 116                   | Tim van Dijke         | 66°                   |
| 97                  | Ben Swift           | 70°                 | 107                      | Dion Smith               | 52°                      | 117                   | Jos van Emden         | 74°                   |
| Movistar Team       | Movistar Team       | Movistar Team       | Team DSM                 | Team DSM                 | Team DSM                 | UAE Team Emirates     | UAE Team Emirates     | UAE Team Emirates     |
| N°                  | Ciclista            | Clas.               | N°                       | Ciclista                 | Clas.                    | N°                    | Ciclista              | Clas.                 |
| 121                 | Gorka Izagirre      | 9°                  | 131                      | Chris Hamilton           | 31°                      | 141                   | Jay Vine              | 1°                    |
| 122                 | Imanol Erviti       | 49°                 | 132                      | Matthew Dinham           | 59°                      | 142                   | George Bennett        | 15°                   |
| 123                 | Johan Jacobs        | 92°                 | 133                      | Patrick Bevin            | R 1ª                     | 143                   | Marc Hirschi          | 11°                   |
| 124                 | Iván Romeo          | 41°                 | 134                      | Romain Combaud           | 97°                      | 144                   | Sjoerd Bax            | 85°                   |
| 125                 | Sergio Samitier     | 101°                | 135                      | Tim Naberman             | 108°                     | 145                   | Alessandro Covi       | 64°                   |
| 126                 | Lluís Mas           | 72°                 | 136                      | Marius Mayrhofer         | 21°                      | 146                   | Michael Vink          | 63°                   |
|                     |                     |                     | 137                      | Martijn Tusveld          | 69°                      | 147                   | Finn Fisher-Black     | 98°                   |
| Team Arkéa-Samsic   | Team Arkéa-Samsic   | Team Arkéa-Samsic   | EF Education-EasyPost    | EF Education-EasyPost    | EF Education-EasyPost    | Bora-Hansgrohe        | Bora-Hansgrohe        | Bora-Hansgrohe        |
| N°                  | Ciclista            | Clas.               | N°                       | Ciclista                 | Clas.                    | N°                    | Ciclista              | Clas.                 |
| 151                 | Ewen Costiou        | 99°                 | 161                      | Alberto Bettiol          | 37°                      | 171                   | Jai Hindley           | 16°                   |
| 152                 | Mathis Le Berre     | 105°                | 162                      | Mikkel Frølich Honoré    | 84°                      | 172                   | Marco Haller          | 71°                   |
| 153                 | Élie Gesbert        | 20°                 | 163                      | Jens Keukeleire          | 47°                      | 173                   | Shane Archbold        | 111°                  |
| 154                 | Hugo Hofstetter     | 87°                 | 164                      | Sean Quinn               | 60°                      | 174                   | Luis-Joe Lührs        | 103°                  |
| 155                 | Kévin Ledanois      | 30°                 | 165                      | Jonas Rutsch             | 35°                      | 175                   | Jordi Meeus           | NP 2ª                 |
| 156                 | Łukasz Owsian       | 81°                 | 166                      | Tom Scully               | 115°                     | 176                   | Maximilian Schachmann | 51°                   |
| 157                 | Alessandro Verre    | 82°                 | 167                      | Łukasz Wiśniowski        | 114°                     | 177                   | Giovanni Aleotti      | 17°                   |
| Israel-Premier Tech | Israel-Premier Tech | Israel-Premier Tech | Selezione australiana    | Selezione australiana    | Selezione australiana    |                       |                       |                       |
| N°                  | Ciclista            | Clas.               | N°                       | Ciclista                 | Clas.                    |                       |                       |                       |
| 181                 | Chris Froome        | 117°                | 191                      | Caleb Ewan               | 100°                     |                       |                       |                       |
| 182                 | Daryl Impey         | 89°                 | 192                      | Jarrad Drizners          | 90°                      |                       |                       |                       |
| 183                 | Simon Clarke        | 91°                 | 193                      | Graeme Frislie           | NP 2ª                    |                       |                       |                       |
| 184                 | Corbin Strong       | 28°                 | 194                      | Conor Leahy              | NP 2ª                    |                       |                       |                       |
| 185                 | Taj Jones           | R 5ª                | 195                      | Zac Marriage             | 119°                     |                       |                       |                       |
| 186                 | Sebastian Berwick   | 13°                 | 196                      | James Moriarty           | R 2ª                     |                       |                       |                       |
| 187                 | Derek Gee           | 34°                 | 197                      | Liam Walsh               | 113°                     |                       |                       |                       |